# Скуба (приток Берсуаты)
Скуба — река в России, протекает по Челябинской области. Устье реки находится в 64 км по левому берегу реки Берсуат у пос. Наследницкий. Длина реки составляет 15 км.

## Данные водного реестра
По данным государственного водного реестра России относится к Иртышскому бассейновому округу, водохозяйственный участок реки — Тобол от истока до впадения реки Уй, без реки Увелька, речной подбассейн реки — Тобол. Речной бассейн реки — Иртыш.
Код объекта в государственном водном реестре — 14010500212111200000287.

## Населённые пункты
- Наследницкий